# Picchetto limite di manovra
Il picchetto limite di manovra è un segnale sussidiario, posto in opera nelle stazioni ferroviarie italiane poste sull'infrastruttura ferroviaria nazionale e gestite da RFI, che ha lo scopo di indicare il punto limite protetto dai segnali di protezione di ciascuna stazione. Altre ferrovie dispongono di differenti tipi di segnalazione o lo omettono del tutto sulla base dei propri regolamenti di esercizio.
Il segnale venne introdotto nel 1936 ed è costituito da un paletto verticale dipinto a strisce orizzontali bianche e nere posto accanto al binario e ad almeno 100 m dal segnale di protezione di 1ª categoria (verso l'interno) della stazione. Se il segnale è di 2ª categoria sarà invece disposto a 100 m dal punto di massimo ingombro di un eventuale treno fermo al segnale.
Tale segnale ha lo scopo di indicare il punto massimo raggiungibile in uscita da una colonna di veicoli ferroviari in manovra nella stazione, senza ingombrare la zona d'uscita del segnale.